# Плоскоусая бородатка
Плоскоу́сая борода́тка (лат. Pogonophryne platypogon) — морская антарктическая донная рыба семейства бородатковых (Artedidraconidae) подотряда нототениевидных (Notothenioidei) отряда окунеобразных (Perciformes). Описана как новый для науки вид в 1988 году американским ихтиологом Ричародом Р. Икиным (англ. Richard R. Eakin) по голотипу — мелкому ювенильному экземпляру общей длиной 80,5 мм от Земли Королевы Мод в Восточной Антарктике. Латинское и русское названия виду даны из-за особенностей строения уплощённого подбородочного усика.
P. platypogon — типично донная рыба, мелкого размера, её общая длина не превышает 18 см. Очень редкий вид, известный лишь по двум экземплярам. Является эндемиком высокоширотной зоны Антарктики. Обитает на мелководной части шельфа в атлантическом и индоокеанском секторах Южного океана. Кроме P. platypogon род пуголовковидных бородаток (Pogonophryne) включает, как минимум, ещё 22 эндемичных для высокоширотной Антарктики видов.
Согласно схеме зоогеографического районирования по донным рыбам Антарктики, предложенной А. П. Андрияшевым и А. В. Нееловым, ареал вида находится в границах восточноантарктической провинции гляциальной подобласти Антарктической области.
Как и у других антарктических бородаток у P. platypogon имеется подбородочный усик, уникальная видоспецифичность строения которого является одной из важнейших характеристик в систематике семейства в целом и особенно в роде Pogonophryne. Как и всем прочим пуголовковидным бородаткам, этому виду свойственна очень крупная голова и отсутствие чешуи на теле (кроме боковых линий), а также жаберные крышки с крупным уплощенным шипом, загнутым вверх и вперед.
Плоскоусая бородатка может встречаться на относительно небольших шельфовых глубинах в уловах донных тралов.

## Характеристика плоскоусой бородатки
Относится к группе видов «P. marmorata», которая характеризуется конической формой головы с коротким, сжатым дорсовентрально и суженным с боков рылом и наличием конического выступа в передней части глазницы, незаполненного глазным яблоком, а также узким межглазничным пространством (5—6 % стандартной длины рыбы).
От двух других видов группы отличается следующим комплексом признаков. Подбородочный усик светлый, умеренной длины (13—15 % стандартной длины рыбы). Терминальное расширение умеренной длины (38—42 % длины усика), лопатковидное, с усечённым кончиком, заметно сжатое дорсовентрально, примерно в 2 раза шире прилегающей части стебля, образовано стоячими, продольными, извилистыми складками или более или менее гладкое у ювенильных особей. Нижняя челюсть заметно выдается вперед: при закрытом рте на её вершине видны все ряды зубов, кончик языка не виден. У вершин обеих челюстей 2 ряда зубов. Посттемпоральные гребни заметно выражены у крупных рыб и едва заметны у ювенильных особей. Второй спинной плавник низкий — около 15 % стандартной длины. Общий фон окраски фиксированных в формалине и спирте рыб серовато-жёлтый, с тёмными пятнами на верху головы и боках туловища. Верх головы и передняя часть спины перед первым спинным плавником покрыты редкими мелкими тёмно-коричневыми пятнами, нижняя поверхность головы и горло, грудь и живот светло-серые, без пятен. Спинные плавники с мелкими тёмными пятнами. Анальный плавник светлый. Грудные плавники и хвостовой плавник светлые, с несколькими тёмными вертикальными полосами. Брюшные плавники светлые, с тёмными пятнышками.
В первом спинном плавнике 2 коротких мягких колючих луча; во втором спинном плавнике 27 лучей; в анальном плавнике 17 лучей; в грудном плавнике 19 лучей; в дорсальной (верхней) боковой линии 21—25 пор (трубчатых костных члеников), в медиальной (срединной) боковой линии 14—17 пор или костных члеников; в нижней части первой жаберной дуги тычинки расположены в 2 ряда: общее число тычинок на нижней и верхней частях дуги — 16, из них 1+1+7=9 тычинок во внешнем ряду и 0+1+6=7 во внутреннем ряду. Общее число позвонков 36, из них 14 туловищных и 22 хвостовых.

## Распространение и батиметрическое распределение
Вид известен лишь по двум экземплярам и двум поимкам у Берега Королевы Мод в море Рисер-Ларсена на глубине 360 м (пойман 16 января 1986 г. донной ловушкой) и в море Космонавтов на глубине 290—420 м (пойман 7 марта 1989 г. донным тралом). Вероятно мелководный вид, обитающий в пределах материковой отмели.

## Размеры
Вероятно, относится к мелким или среднеразмерным видам рода Pogonophryne. Единственная известная самка P. platypogon, не считая мелкого ювенильного голотипа, достигает 177 мм общей длины (141 мм стандартной длины).

## Образ жизни
Образ жизни не известен.

## Близкие виды группы «P. marmorata»
Вместе с двумя другими видами образует группу «P. marmorata», в которую входят также: мраморная бородатка (P. marmorata Eakin, 1988) и бородатка Скуры (P. skorai Balushkin et Spodareva, 2013). Валидность описанного недавно по неполовозрелой самке и ювенильному экземпляру вида P. minor Balushkin et Spodareva, 2013 подвергается сомнению. Эта форма рассматривается в качестве младшего синонима симпатричного ей вида P. marmorata.